# Gernot Eder (Physiker)

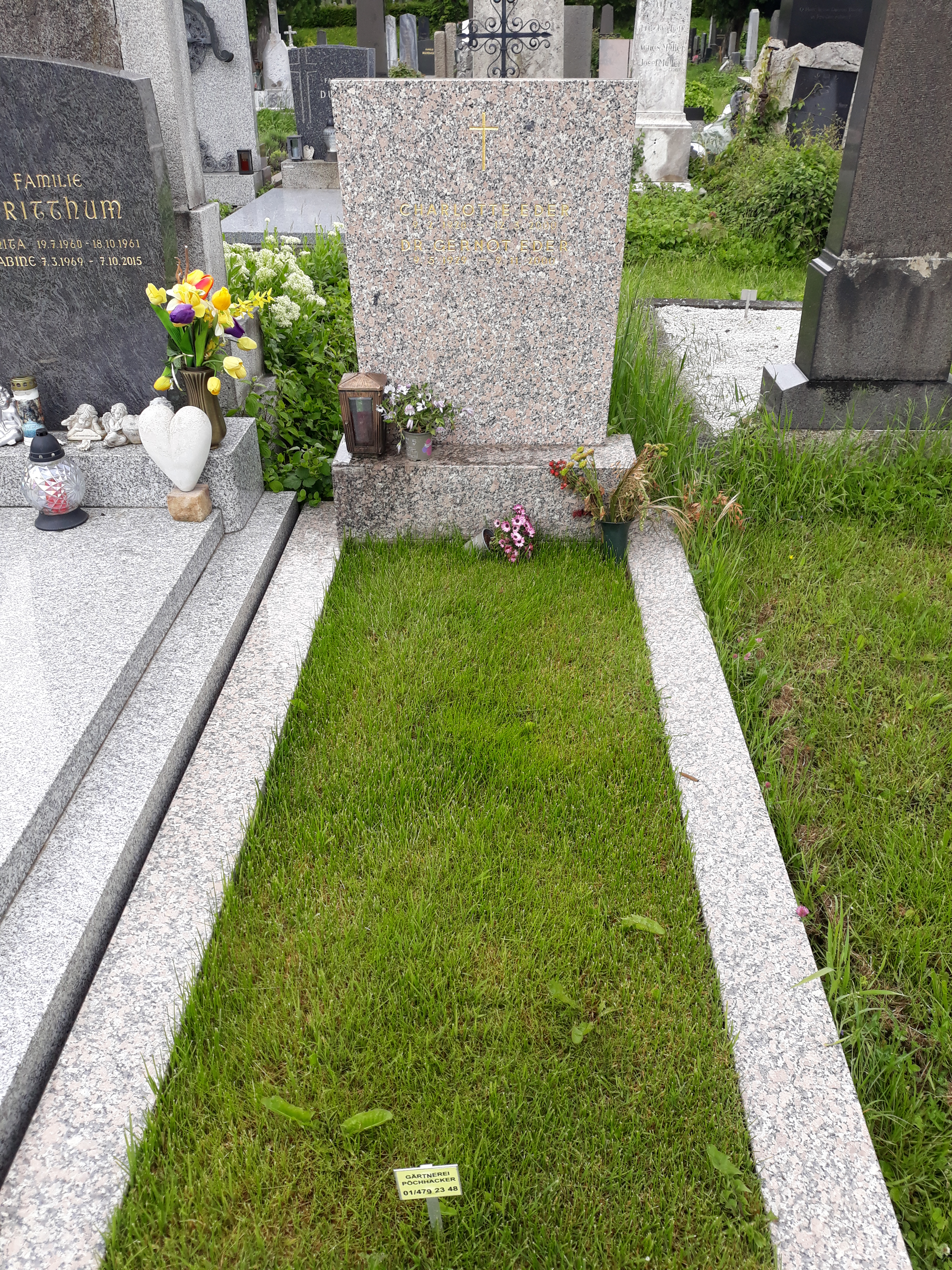
Das Grab von Gernot Eder und seiner Ehefrau Charlotte auf dem Gersthofer Friedhof in Wien

Gernot Eder (* 9. Mai 1929 in Wien; † 9. November 2000 ebenda) war ein österreichischer Physiker.

## Leben
Eder studierte ab 1947 Physik, Mathematik und Philosophie an der Universität Wien, wo er 1951 in theoretischer Physik promoviert wurde. 1953 war er am Max-Planck-Institut für Physik in Göttingen bei Werner Heisenberg und ab 1955 an der Theorie-Gruppe des CERN am Niels-Bohr-Institut in Kopenhagen. 1956 war er wieder als Assistent am Institut für theoretische Physik der Universität Wien, wo er sich 1957 in theoretischer Kernphysik habilitierte. Im selben Jahr erhielt er den damals zuerst vergebenen Ludwig-Boltzmann-Preis (ÖPG). 1963 wurde er Professor an der Universität Gießen. Ab 1971 war er Professor für Kernphysik an der Technischen Universität Wien. Gleichzeitig wurde er Vorstand des Atominstituts der österreichischen Universitäten. 1997 emeritierte er.
Er beschäftigte sich anfangs mit Quantenfeldtheorie und Kernphysik, später auch mit Astrophysik, Gravitation und Geophysik. Später schrieb er auch über religiöse und philosophische Themen.
Gleichzeitig war er schon als Student (in der er ein zweijähriges Laienstudium der Theologie absolvierte) in der katholischen Studentengemeinde aktiv. 1973 bis 1975 war er Vorsitzender des Katholischen Akademikerverbandes der Erzdiözese Wien und 1980 bis 1983 von ganz Österreich.
Er war seit 1973 korrespondierendes und seit 1994 volles Mitglied der Österreichischen Akademie der Wissenschaften. 1983 erhielt er das  Große Silberne Ehrenzeichen für Verdienste um die Republik Österreich und 1995 die Ehrenmedaille in Gold der Stadt Wien. 1974 erhielt er den Kardinal-Innitzer-Preis.
Eder wurde am Gersthofer Friedhof bestattet.

## Schriften
- Kernkräfte – Einführung in die theoretische Kernphysik. Braun, Karlsruhe 1965
- Kernmaterie – Grundlagen und Probleme der Kernphysik. Spektrum Akademischer Verlag, 1995
- Elektrodynamik BI Wissenschaftsverlag, 1967
- Quantenmechanik I BI Wissenschaftsverlag, 1968 1980
- Atomphysik 1978, 2. Auflage, BI Wissenschaftsverlag 1989 (der zweite Band seiner Quantenmechanik)
- Ist Physik universell?, Reihe Classics of World Science Band 3, Verlag der Österreichischen Akademie der Wissenschaften 2000
- Benimm dich, lieber Christ. Johannes Verlag, 1955
- Quanten, Moleküle, Leben – Begriffe und Denkformen der heutigen Naturwissenschaft. Alber, Freiburg 1963
- Heißes Eisen – kalter Brei. Austria-Medien Service, Graz 1995.
- Metamorphosen der Materie. In: Sitzungsberichte der Kaiserlichen Akademie der Wissenschaften. Wien 1998, S. 3–22 (zobodat.at [PDF]).
- Mein Theologisches Testament, 2000.